# 伊藤广道
伊藤广道（日语：／ Itō Hiromichi，1963年11月1日—），日本男子摔跤运动员。他曾代表日本参加1986年和1990年亚洲运动会摔跤比赛，获得一枚银牌和一枚铜牌。他也曾参加1988年夏季奥林匹克运动会。